# Tom Pollock
Thomas Philip Pollock (10 avril 1943 - 1er août 2020) était un avocat américain spécialisé en droit du cinéma, producteur de film et président de Universal Pictures.
Il a été président du conseil d'administration de l'American Film Institute, professeur adjoint de cinéma à l'Université de Californie à Santa Barbara, administrateur du Los Angeles Music Center et membre de l'association Américaine du barreau, en Californie. Il était également copropriétaire de The Montecito Picture Company.

## Enfance
Thomas Philip Pollock est né le 10 avril 1943 à Los Angeles, en Californie. Il est le fils d'Helene (née Zalk) et du Dr Joseph Pollock. Il a deux frères et sœurs : Ken Pollock et Margo Pollock Sinclair. Il fréquente l'école Happy Valley, maintenant nommée Besant Hill School à Ojai, en Californie, que son grand-père maternel Louis Zalk a contribué à établir,.
Pollock obtient un BA avec distinction de l'Université de Stanford en 1964. Il poursuit ses études de droit à la Columbia University School of Law. Rédacteur en chef de la revue juridique de l'université, il obtient son diplôme de docteur en droit, en 1967. Il reçoit pour ses résultats scolaires exceptionnels, la distinction de Harlan Fiske Stone Scolar. 

## Carrière
Pollock commence sa carrière en 1968, en assistant Mr George Stevens, directeur et fondateur de l'Institut américain du film, American Film Institute (AFI). En 1969, Pollock devient le directeur commercial de cette toute nouvelle association vouée à la conservation et aux études supérieures du cinéma.

### Star wars
En 1970, il fonde un cabinet juridique spécialisé dans le cinéma: Pollock, Rigrod et Bloom. Ayant démarré l'entreprise sans clients établis, Pollock recrute à l'AFI des étudiants en cinéma. Parmi ses premiers clients figure George Lucas. À l'époque, Lucas travaillait sur THX 1138, et Pollock a négocié le fameux contrat de Star Wars, à plus d'un milliard de dollars, qui lui garantit les droits exclusifs de son premier film ainsi que les suites, produits dérivés inclus.
En plus de la franchise de Star Wars, Pollock a joué un rôle déterminant dans le lancement de la production et des franchises pour Indiana Jones et Superman.
Dans les années 1980, son entreprise juridique, Pollock, Bloom and Dekom était l'une des principales sociétés spécialisé dans le cinéma à Los Angeles.

### MCA et Universal Pictures
En septembre 1986, Pollock quitte son entreprise juridique pour devenir vice-président exécutif de MCA et président de la branche cinématographique, Universal Pictures.

Universal Pictures logo

Au cours de son mandat, Universal Studio a sorti plus de 200 films qui ont rapporté plus de 10 milliards de dollars dans le monde, dont Jurassic Park (le film alors le plus rentable de tous les temps), la trilogie Retour vers le futur, Do the Right Thing, Beignets de tomates vertes, Backdraft, Jumeaux, Les nerfs à vif, Portrait craché d'une famille modèle, La Famille Pierrafeu, Un flic à la maternelle, Beethoven et Beethoven 2, Casper, Waterworld, Les experts, Lorenzo et Casino.
Alors que Pollock était à la tête d'Universal, le studio a remporté sept nominations aux Oscars du meilleur film, dont La Liste de Schindler, qui a remporté l'Oscar du meilleur film en 1994.
Pollock était chargé d'amener de nombreux talents créatifs au studio, notamment Ron Howard et Brian Grazer, Ivan Reitman, Martin Scorsese, Spike Lee, George Miller, Jon Avnet, Martin Brest, Rob Cohen, Phil Alden Robinson, Jim Sheridan, Larry Gordon et James Cameron.
Pollock était membre du conseil d'administration de MCA et de sa société affiliée Cineplex-Odeon Corporation. Il a joué un rôle clé dans la création de United Cinemas International (UCI), en coopération avec Paramount Pictures, qui est devenu le plus grand exploitant hors Amérique du Nord, avec près de 700 écrans multiplex.
Il a également formé Gramercy Pictures, maintenant connu sous le nom de Focus Features, avec PolyGram en 1992. Au cours de son mandat de vice-président, Pollock a également forgé l'alliance de MCA avec DreamWorks SKG, et entre l'entreprise de jeux vidéo d'arcade GameWorks avec Sega, DreamWorks et MCA.
En 1995, à la suite de la vente de MCA à Seagram, Pollock devient vice-président de MCA/Universal Studios.
Il démissionne de ce poste en mars 1996, après avoir été directeur général pendant neuf ans.

### AFI: American Film Institute
Après sa démission, Pollock devient professeur adjoint à l'Université de Californie à Santa Barbara, UCSB, dans leur programme d'étude en cinéma et audiovisuel. L'université reçut de la famille Pollock, le don d'une salle de projection à la pointe de la technologie pour y inviter cinéastes, critiques et universitaires.

AFI

Pollock revient à l'AFI, l'Institut Américain du Film , en tant que membre, puis président du conseil d'administration en 1996. Pendant son mandat, AFI a produit sa propre émission télévisée 100 ans ... 100 films et a lancé les AFI Awards.

### The Montecito Picture Company
En 1998, Pollock, avec le réalisateur et producteur Ivan Reitman fonde The Montecito Picture Company. La compagnie produit – entre autres – Road Trip ; Vieille école ; Troubles ; Up in the Air, nommé meilleur film aux Oscars ; Je t'aime, homme ; Chloé ; Aucune condition attachée ; Hitchcok ; Jour de brouillon ; Alerte à Malibu ; et Figures paternelles. Il a également été producteur exécutif de SOS Fantômes et SOS Fantômes : L'Héritage pour Sony.

#### Filmographie de Montecito Picture
| Année | Film                                    | Remarques           |
| ----- | --------------------------------------- | ------------------- |
| 2000  | Road Trip                               | Producteur exécutif |
| 2002  | Feu de glace                            | Producteur exécutif |
| 2003  | Retour à la fac                         | Producteur exécutif |
| 2004  | EuroTrip                                | Producteur exécutif |
| 2006  | Trailer Park Boys                       | Producteur exécutif |
| 2007  | Paranoiak                               | Producteur exécutif |
| 2009  | Palace pour chiens                      | Producteur exécutif |
| 2009  | Les intrus                              | Producteur exécutif |
| 2009  | I Love You, Man                         | Producteur exécutif |
| 2009  | Post Grad                               | Producteur exécutif |
| 2009  | In the Air                              | Producteur exécutif |
| 2009  | Chloe                                   | Producteur exécutif |
| 2011  | Sex Friends                             | Producteur exécutif |
| 2012  | Hitchcock                               | Producteur          |
| 2014  | Le pari                                 | Producteur exécutif |
| 2016  | SOS Fantômes                            | Producteur exécutif |
| 2017  | Alerte à Malibu                         | Producteur exécutif |
| 2017  | Father Figures                          | Producteur exécutif |
| 2020  | Petit guide de la chasseuse de monstres | Producteur exécutif |
| 2021  | SOS Fantômes : l'Héritage               | Producteur exécutif |

## Vie privée
Pollock vivait à Malibu, en Californie, avec son chien nommé Mercredi. Il avait trois enfants, Alexandra Pollock Gagerman, Allegra Pollock Brandano et Luke Pollock, et quatre petits-enfants: Haley Gagerman, Ben Gagerman, Amelia Brandano et Owen Brandano.
Pollock est décédé d'une crise cardiaque au Cedars-Sinai Medical Center le 1er août 2020, à l'âge de 77 ans.

## Sources
Cet article est une traduction de la page de Tom Pollock en anglais.